# Globosolembos francanni
Globosolembos francanni är en kräftdjursart som först beskrevs av D. M. Reid 1951.  Globosolembos francanni ingår i släktet Globosolembos och familjen Aoridae. Inga underarter finns listade i Catalogue of Life.